# Adelfo Calosci
Adelfo Calosci (Cortona, 13 novembre 1914 – Uana Micael, 1º maggio 1939) è stato un militare italiano, decorato di Medaglia d'oro al valor militare alla memoria nel corso della grandi operazioni di polizia coloniale in Africa Orientale Italiana.

## Biografia
Nacque a Cortona, provincia di Arezzo, il 13 novembre 1914, figlio di Menotti e Vittoria Giuditta Biondi. 
Ammesso a frequentare nel giugno 1936, quale allievo, il corso Allievi Ufficiali di complemento presso il 94º Reggimento fanteria, è nominato aspirante ufficiale alla fine dell’anno ed assegnato al 41º Reggimento fanteria. Nel maggio 1937 viene trasferito all'89º Reggimento fanteria perché destinato al I settore della Guardia alla Frontiera. Trattenuto in servizio attivo a domanda, nel gennaio 1939 viene trasferito al Regio corpo truppe coloniali dell'Africa Orientale Italiana, sbarcando a Massaua il 13 gennaio. Un mese dopo è assegnato in servizio al XCII Battaglione coloniale, ed è promosso tenente a scelta ordinaria con anzianità 1º aprile 1939. Cade in combattimento a Uana Micael, nel Goggiam, il 1 maggio 1939. Per onorarne la memoria fu decorato con la medaglia d'argento al valor militare alla memoria, successivamente trasformata in medaglia d'oro al valor militare.

### Fonti
1. ↑  Combattenti Liberazione.
2. ↑  Medaglie d'oro al valor militare sul sito della Presidenza della Repubblica
3. ↑  Registrato alla Corte dei Conti addì 24 agosto 1949,  Africa Italiana, registro 3, foglio 44.
4. ↑  Registrato alla Corte dei Conti addì 18 gennaio 1941, registro I, Africa Italiana, foglio 173.